# Schachendorf
Schachendorf è un comune austriaco di 768 abitanti nel distretto di Oberwart, in Burgenland. Abitato anche da croati del Burgenland, è un comune bilingue; il suo nome in croato è Čajta. Nel 1971 ha inglobato i comuni soppressi di Dürnbach im Burgenland (in croato "Vincjet") e Schandorf ("Čemba"); Schandorf è tornato autonomo il 1º gennaio 1996.

## Società

### Ripartizione linguistica
La sua popolazione è in maggioranza di madrelingua croata:
| %   | Ripartizione linguistica (gruppi principali) |
| --- | -------------------------------------------- |
| 20% | madrelingua tedesca                          |
| 73% | madrelingua croata                           |
| 5%  | madrelingua ungherese                        |